# Party Girl (film, 2014)
Party Girl je francouzský hraný film z roku 2014, který režírovaly Marie Amachoukeli, Claire Burger a Samuel Theise podle vlastního scénáře. Snímek měl světovou premiéru na filmovém festivalu v Cannes  v sekci Un Certain Regard dne 15. května 2014.

## Děj
Angelique je šedesát let, ale stále pracuje jako bardáma v kabaretu poblíž Mosely. Závislá na cigaretách a alkoholu se snaží přimět svých pár zákazníků, aby si objednali šampaňské.Navzdory všem očekáváním se do ní zamiluje stálý zákazník Michel, také šedesátník, již v důchodu. Přestože o tomto novém životě pochybuje, pod tlakem svých přátel a dětí, kteří by ji rádi viděli usadit se, přijímá. Při této příležitosti jí Michel pomáhá znovu se spojit se svými čtyřmi dětmi, z nichž nejmladší, Cynthia, byla svěřena do pěstounské rodiny.

## Obsazení
| Angélique Litzenburger | Angélique       |
| Joseph Bour            | Michel Heinrich |
| Mario Theis            | Mario           |
| Samuel Theis           | Samuel          |
| Séverine Litzenburger  | Séverine        |
| Cynthia Litzenburger   | Cynthia         |

## Ocenění
- Filmový festival v Cannes: Prix d'ensemble  v sekci Un Certain Regard, Caméra d'Or (nejlepší filmový debut)
- Filmový festival Cabourg: Velká cena
- Pařížský filmový festival: Cena diváků
- Cena Jacquese Préverta za scénář: původní scénář (Marie Amachoukeli, Claire Burger a Samuel Theis)
- Oděský filmový festival: Cena za ženský herecký výkon
- César: nominace v kategoriích nejlepší filmový debut (Marie Amachoukeli, Claire Burger a Samuel Theis) a nejlepší střih (Frédéric Baillehaiche)